# Brownsville (Florida)
Brownsville is een plaats (census-designated place) in de Amerikaanse staat Florida, en valt bestuurlijk gezien onder Miami-Dade County.

## Demografie
Bij de volkstelling in 2010 werd het aantal inwoners vastgesteld op 15.313.
Dit is een groei van 6,4% in vergelijking met het jaar 2000 waarin Brownsville 14.393 inwoners had.

## Geografie
Volgens het United States Census Bureau beslaat de plaats een oppervlakte van
5,9 km², geheel bestaande uit land.

## Plaatsen in de nabije omgeving
De onderstaande figuur toont nabijgelegen plaatsen in een straal van 8 km rond Brownsville.